# Vivian Caver
 (mai 2021).
Pour les articles homonymes, voir Caver.
Vivian Leona Mead Caver, née le 13 juin 1928 et morte le 22 août 2021, est une ancienne politicienne américaine de l'État de Washington. Nommée à un poste vacant dans le 37e district, Caver a été la troisième femme afro-américaine à siéger à la Chambre des représentants de Washington, au service du 37e district de 1994 à 1995. Ancienne élève du Morgan State College et de l'Université de Washington, elle est une militante des droits humains,,,.
Elle a dirigé la Commission des droits de l'homme de Seattle avant sa nomination à la Chambre des représentants de l'État de Washington.